# Deschampsia
Deschampsia P.Beauv., 1812 è un genere di piante appartenenti alla famiglia delle Poacee (o Gramineae, nom. cons.). È l'unico genere della tribù Aristaveninae F.Albers & Butzin, 1977.

## Distribuzione e habitat
Il genere ha una distribuzione cosmopolita, essendo presente in tutti i continenti, compresa l'Antartide.

## Tassonomia
Il genere comprende le seguenti specie:
- Deschampsia airiformis (Steud.) Benth. & Hook.f. ex B.D.Jacks.
- Deschampsia ampliflora (Tovar) Romasch., P.M.Peterson, Soreng & Barberá
- Deschampsia amurensis Prob.
- Deschampsia angusta Stapf & C.E.Hubb.
- Deschampsia antarctica É.Desv.
- Deschampsia argentea (Lowe) Lowe
- Deschampsia aurea (Munro ex Wedd.) Saarela
- Deschampsia baicalensis Tzvelev
- Deschampsia barkalovii Prob. & Tzvelev
- Deschampsia berteroniana (Kunth) F.Meigen
- Deschampsia bolanderi (Thurb.) Saarela
- Deschampsia boyacensis (Swallen & García-Barr.) Romasch., P.M.Peterson, Soreng & Barberá
- Deschampsia cespitosa (L.) P.Beauv.
- Deschampsia chapmanii Petrie
- Deschampsia christophersenii C.E.Hubb.
- Deschampsia chrysantha (J.Presl) Saarela
- Deschampsia chrysostachya (É.Desv.) Romasch., P.M.Peterson, Soreng & Barberá
- Deschampsia cordillerarum Hauman
- Deschampsia danthonioides (Trin.) Benth.
- Deschampsia deminutospicatae Charit.
- Deschampsia domingensis Hitchc. & Ekman
- Deschampsia elongata (Hook.) Munro
- Deschampsia eminens (J.Presl) Saarela
- Deschampsia gallaecica (Cervi & Romo) Cires, Cuesta, Nava, García-Suárez, Fern.-Carv. & Fern.Priet
- Deschampsia gayana (Steud.) Romasch., P.M.Peterson, Soreng & Barberá
- Deschampsia gracillima Kirk
- Deschampsia gulariantzii Prob. & Tzvelev
- Deschampsia hackelii (Lillo ex Stuck.) Saarela
- Deschampsia hultenii Prob., Tzvelev & Chiapella
- Deschampsia ircutica Tzvelev & Prob.
- Deschampsia kingii (Hook.f.) É.Desv.
- Deschampsia klossii Ridl.
- Deschampsia koelerioides Regel
- Deschampsia komandorensis Prob.
- Deschampsia laguriensis Prob. & Tzvelev
- Deschampsia laxa Phil.
- Deschampsia leskovii Tzvelev
- Deschampsia liebmanniana (E.Fourn.) Hitchc.
- Deschampsia looseriana Parodi
- Deschampsia magadanica Tzvelev & Prob.
- Deschampsia media (Gouan) Roem. & Schult.
- Deschampsia mejlandii C.E.Hubb.
- Deschampsia mendocina Parodi
- Deschampsia mildbraedii Pilg.
- Deschampsia nubigena Hillebr.
- Deschampsia ovata (J.Presl) Saarela
- Deschampsia parvula (Hook.f.) É.Desv.
- Deschampsia patula (Phil.) Skottsb.
- Deschampsia podophora (Pilg.) Saarela
- Deschampsia pseudokoelerioides Prob. & Tzvelev
- Deschampsia pusilla Petrie
- Deschampsia robusta C.E.Hubb.
- Deschampsia sajanensis Prob. & Tzvelev
- Deschampsia santamartensis Sylvester & Soreng
- Deschampsia seledetzii Tzvelev & Prob.
- Deschampsia setacea (Huds.) Hack.
- Deschampsia shiretokoensis Tzvelev & Prob.
- Deschampsia shumshuensis Prob. & Tzvelev
- Deschampsia sichotensis Prob., Tzvelev & Chiapella
- Deschampsia susumanica Prob. & Chiapella
- Deschampsia tenella Petrie
- Deschampsia teretifolia (Laegaard) Romasch., P.M.Peterson, Soreng & Barberá
- Deschampsia venustula Parodi
- Deschampsia wacei C.E.Hubb.

### Specie della flora italiana
Nella flora spontanea della penisola italiana sono presenti le seguenti specie:
- Deschampsia cespitosa (L.) P.Beauv.
- Deschampsia media (Gouan) Roem. & Schult.

### Alcune specie

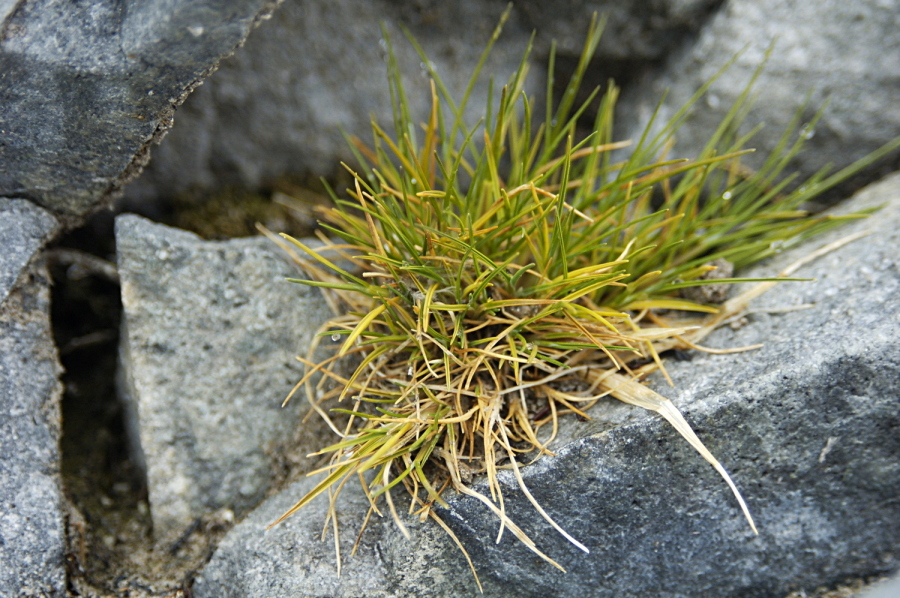
Deschampsia antarctica
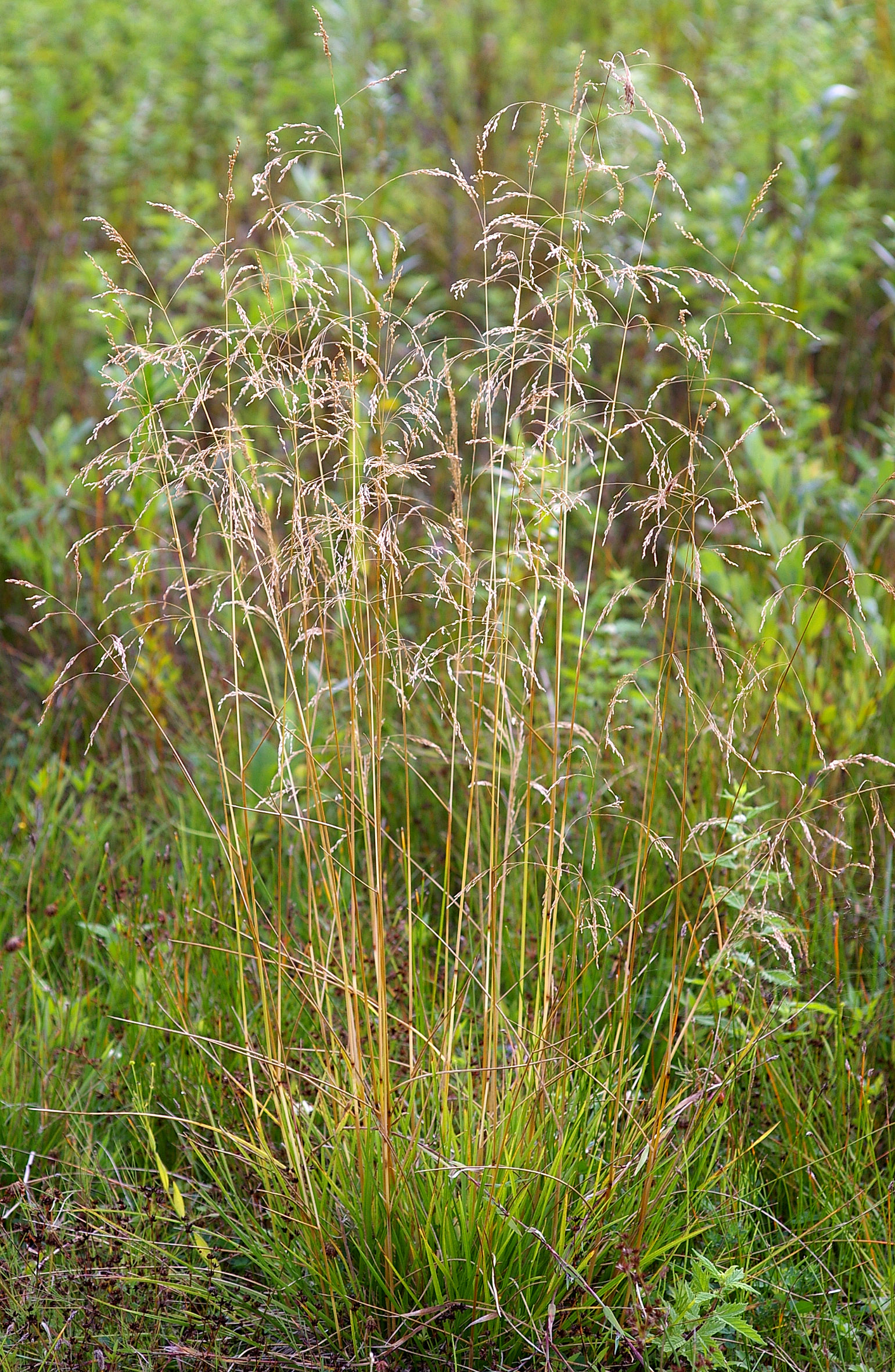
Deschampsia cespitosa
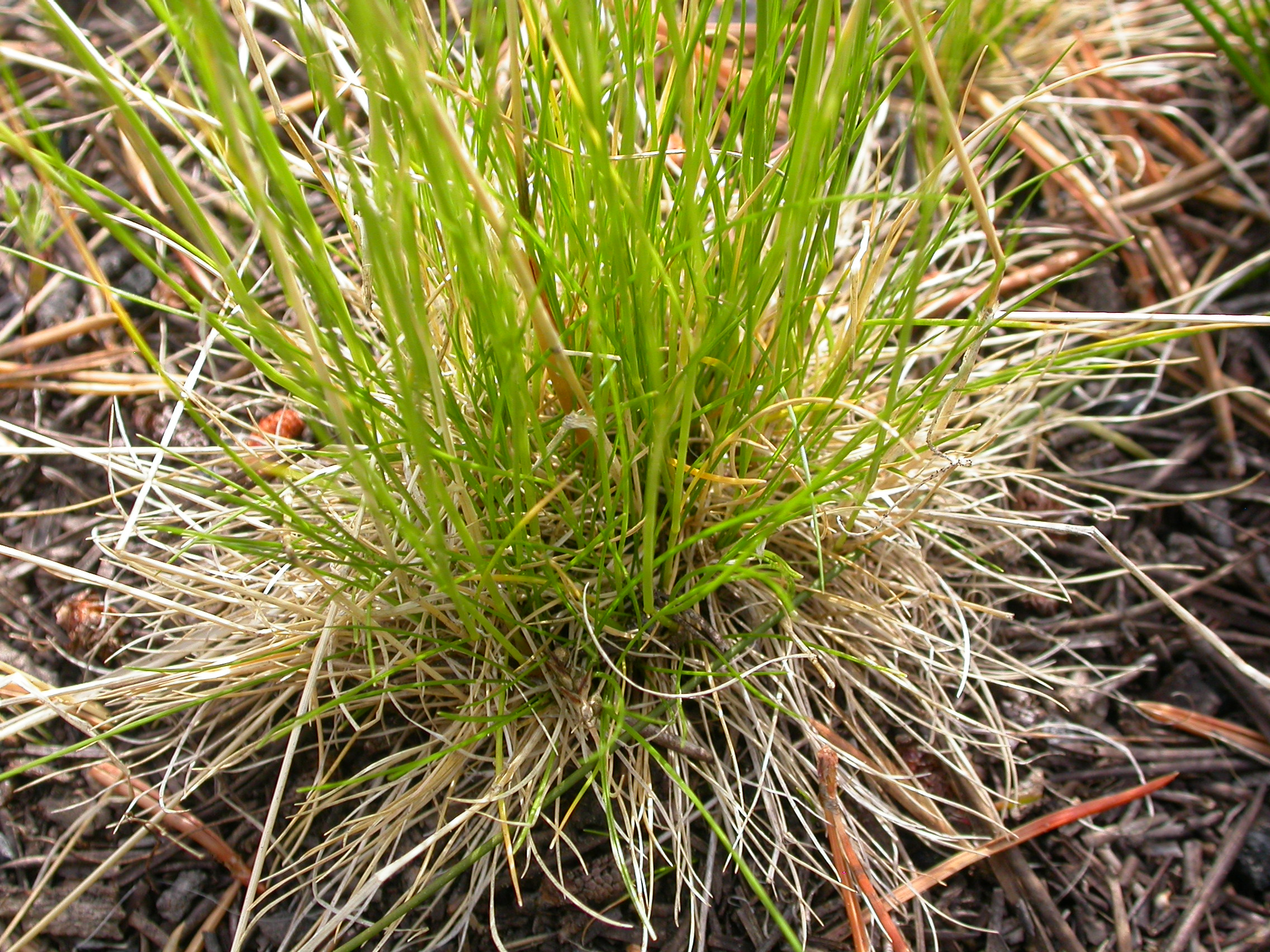
Deschampsia elongata
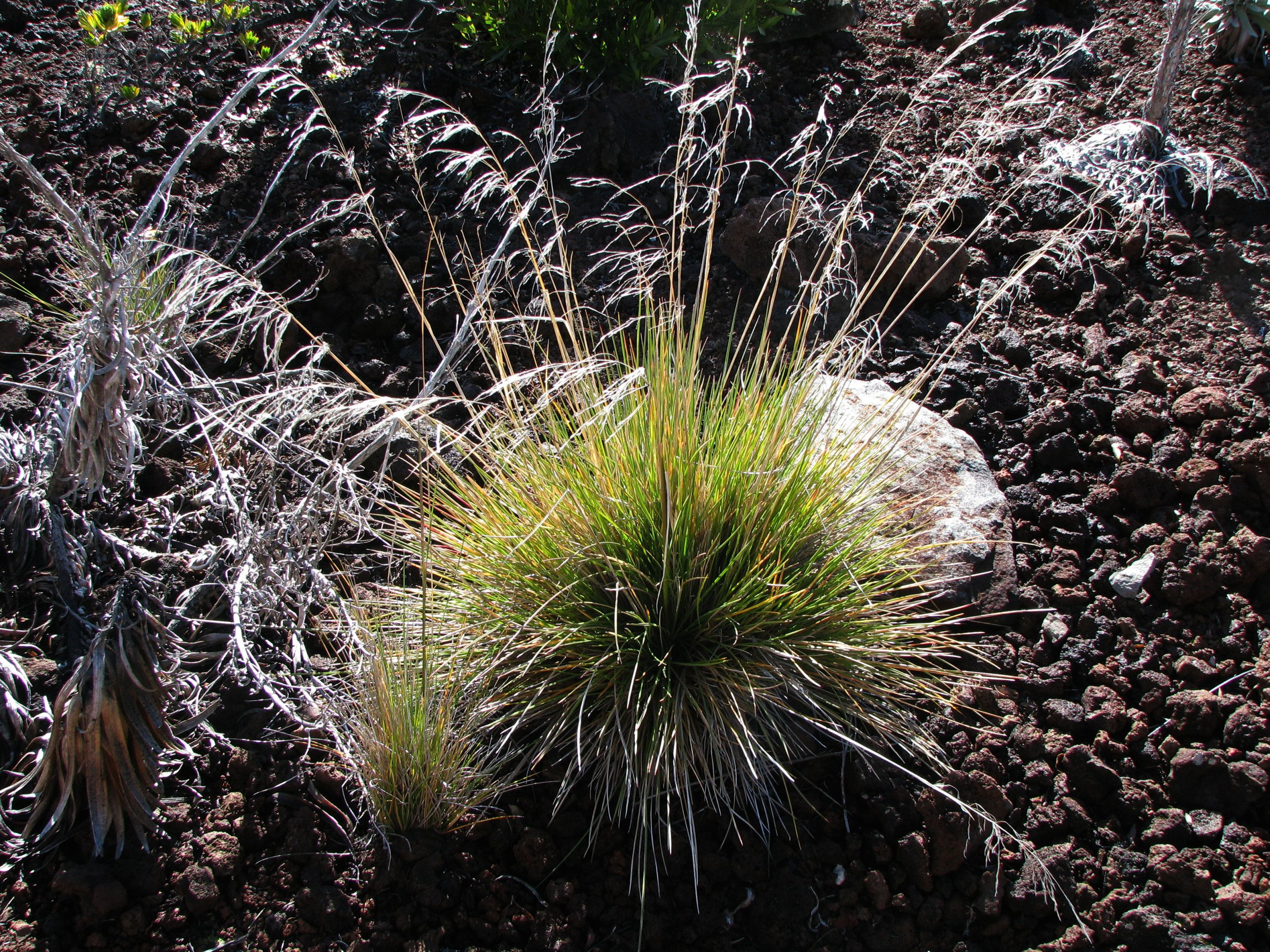
Deschampsia nubigena